# ماثيو قاي
ماثيو قاي (بالإنجليزية: Matthew Guy)‏ هو سياسي أسترالي، ولد في 5 مارس 1974 في أستراليا. حزبياً، نشط في حزب أستراليا الليبرالي (الفرع الفيكتوري) ‏. وقد انتخب Leader of the Opposition (Victoria) ‏ (4 ديسمبر 2014 – ) وانتخب عضو الجمعية التشريعية فيكتوريا عن دائرة Electoral district of Bulleen ‏ (29 نوفمبر 2014 – ) وانتخب عضو المجلس التشريعي الفيكتوري عن دائرة Northern Metropolitan Region ‏ (25 نوفمبر 2006 – 28 نوفمبر 2014).